# محمد بن عبد الله بن طاهر
محمد بن عبد الله بن طاهر (824/5 - تشرين الثاني 867) طاهري خدم الخلافة العباسية محافظا ورئيس شرطة بغداد (صاحب الشرطة) من عام851 حتى وفاته، في فترة مضطربة بشكل خاص في تاريخ المدينة، والتي شملت حصار خلال الحرب الأهلية بين عامي 865 و 866، والذي لعب فيه دورًا رئيسيًا.خدم أيضًا في ستينيات القرن التاسع عشر حاكمًا للعراق ومكة والمدينة، وعرف بأنه عالم وشاعر وراعي الفنانين والعلماء.

## حياة

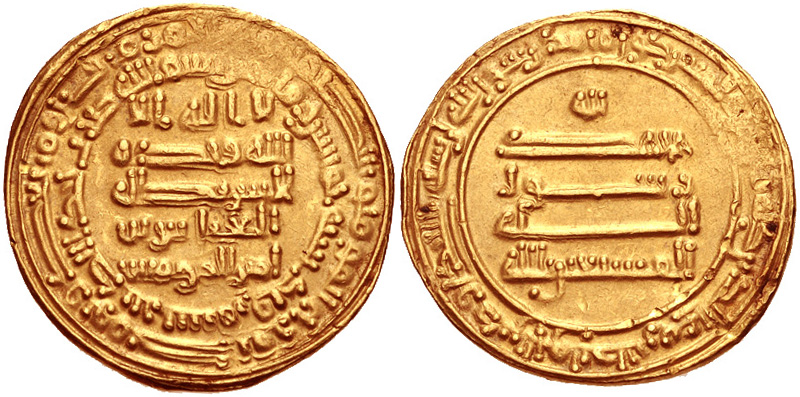
دينار المستعين 248 – 252 هجري

ولد محمد عام 824/5 هـ (209 هـ). هو ابن عبد الله بن طاهر الخراساني، الذي أصبح بعد فترة عسكرية مميزة حاكمًا عسكريًا (والي الحرب والشرطة) لبغداد، قبل أن يحكم نائبيًا واسعًا في الشرق، تضم وسط وشرق إيران، من 830 إلى 845 ؛ وفقًا لكليفورد إدموند بوزورث، كان «ربما أعظم الطاهريين».وظلت بغداد ومصالح العائلة في العراق بيد ابن عمه اسحق بن إبراهيم وورثته.  في الشرق، خلف عبد الله ابنه طاهر، لكن في العراق، كان وضع الأسرة أقل استقرارًا، حيث تشاجر الطاهريون فيما بينهم. ونتيجة لذلك، دعا الخليفة المتوكل في عام 851 محمد بن عبد الله من خراسان إلى العراق، حيث تولى ولايات بغداد والسواد وفارس، بينما وفقًا للباحث المصري في القرن العاشر الشبوشتي، كما شغل منصب خادم الخلفاء (الحاجب).
بعد فترة وجيزة من تولي المستعين عام 862، توفي طاهر بن عبد الله.اقترح مستعين أن يتولى محمد وصية أخيه في الشرق، لكنه رفض، وسُمي ابن طاهر محمد بدلاً من ذلك.أعيد تثبيت محمد بن عبد الله في مكاتبه القديمة، وتسلم بالإضافة إلى ذلك حاكم مكة والمدينة.  كانت السنوات التالية مضطربة للخلافة حيث دخلت فترة من عدم الاستقرار الداخلي التي شلت حكومتها. اندلعت أعمال الشغب في بغداد عام 863 بعد أنباء عن انتصار بيزنطي كبير على المسلمين، مما استدعى تدخل القوات التركية قبل أن يتم قمعها،  بينما في عام 864، اضطر محمد بن عبد الله إلى قمع أحد آل علي.الانتفاضة التي اندلعت في الكوفة بقيادة يحيى بن عمر الذي هزم أول جيش أرسل ضده قبل أن يحاصره الجنرال حسين بن إسماعيل ويقتله في أغسطس.  عراق العجمي، إلى جانب المقاطعات الواقعة على الشاطئ الجنوبي لبحر قزوين، كانت أيضًا تحت سلطة محمد بن عبد الله.في الأخير، غورغان وطبرستان، عيّن شقيقه سليمان، الذي كانت إدارته قمعية لدرجة أن السكان المحليين ثاروا في عام 864 ودعوا عليًا آخر، حسن بن زيد، لقيادتهم.على الرغم من أن قوات الطاهريين تمكنت من هزيمة الانتفاضة الأولية ودفع حسن وأنصاره إلى جبال الديلم، فقد تمكن في أوائل سبعينيات القرن الثامن عشر من استعادة طبرستان، وأسس سلالة علوية مستقلة في المنطقة.  في شبه الجزيرة العربية أيضًا، استخدمت العناصر العلوية الاضطرابات في العراق لتصعيد الثورة: في عام 865، نهب عليّ يُدعى إسماعيل بن يوسف كل من مكة والمدينة، وقتل الكثير من الحجاج الذين تجمعوا هناك من أجل الحج الملقب بالسفك «سفك الدماء».
في نفس العام، وصل النزاع المدني في البلاط العباسي إلى بغداد نفسها: في فبراير 865، غادر مستعين سامراء مع الجنرالات الأتراك واصف وبوغا الأصغر ولجأوا إلى بغداد. بالعودة إلى سامراء، رفعت بقية المؤسسة العسكرية التركية المعتز إلى العرش، وتحت قيادة شقيق الخليفة الجديد، أبو أحمد، ساروا باتجاه بغداد. استمر حصار بغداد من قبل قوات السمران طوال العام تقريبًا، وقاد محمد بن عبد الله الدفاع لدعم المستعين. لكنه يأس تدريجياً من أي احتمالات للنصر، وبدأ مفاوضات مع أبو أحمد. اتهم بالخيانة وكاد المدافعون عن المدينة أن يُعدموا دون محاكمة، ولم ينقذه إلا بتدخل مستعين. في النهاية، وافق مستعين على الاستسلام والتنازل عن العرش لصالح المعتز في يناير 866. ظل محمد في منصبه وتولى منصبه حتى وفاته في نوفمبر 867. 
بين المعاصرين، كان معروفًا أيضًا بأنه عالم وشاعر. روى الأحاديث، وكان راعيًا لفنانين مثل المطرب أحمد بن يحيى المكي، المسمى زنين، الذي كتب له كتاب مجرد في الأغاني. كما كان لديه «اهتمام حيوي بالقواعد والفلسفة» (بوسورث)، حيث تردد النحاة البارزون المبرد وثعلاب على دائرته ودخلوا في الخلافات في حضوره.  